# Fleta belangeri
Fleta belangeri là một loài bướm đêm trong họ Noctuidae.